# Jerzy Antoni Baranowski
Jerzy Antoni Baranowski (ur. 6 stycznia 1983 w Krakowie) – polski automatyk i informatyk, profesor nauk inżynieryjno technicznych w dyscyplinie automatyka, elektronika, elektrotechnika i technologie kosmiczne.

## Życiorys
Ukończył III Liceum Ogólnokształcące im. Jana Kochanowskiego w Krakowie. Kształcił się na Wydział Elektrotechniki, Automatyki, Informatyki i Elektroniki AGH, studia ukończył z wyróżnieniem w 2006, a następnie na studiach doktoranckich przy tym samym wydziale. Na AGH uzyskiwał kolejne stopnie naukowe w zakresie nauk technicznych: w 2010 doktora (promotor Wojciech Mitkowski) i w 2017 doktora habilitowanego. W 2024 w wieku 41 lat, otrzymał tytuł profesora nauk inżynieryjno-technicznych w dyscyplinie automatyka, elektronika, elektrotechnika i technologie kosmiczne. Specjalizuje się w zagadnieniach z zakresu teorii sterowania, diagnostyki procesów i analizy danych.
Od 2006 związany z Katedrą Automatyki AGH (obecnie Katedrą Automatyki i Robotyki) Wydziału Elektrotechniki, Automatyki, Informatyki i Inżynierii Biomedycznej. Od 2019 kieruje Laboratorium Informatyki w Sterowaniu i Zarządzaniu.

## Odznaczenia i wyróżnienia
- Brązowy Medal za Długoletnią Służbę (2024)[5]
- Medal Komisji Edukacji Narodowej (2019)
- Stypendium Ministra Nauki i Szkolnictwa Wyższego dla wybitnych młodych naukowców (2017)[6]